# Japan ved vinter-PL 2018
Japan deltog ved vinter-PL 2018 i Pyeongchang, Sydkorea i perioden 9.-.18. marts 2018.
Landet deltog med 38 atleter.

## Medaljer
| 2018 Pyeongchang | Guld | Sølv | Bronze | Total |
| Japan            | 3    | 4    | 3      | 10    |

### Medaljevindere
Listen er ufuldstændig
| Medalje | Navn        | Sport  | Event                       | Dato      |
| ------- | ----------- | ------ | --------------------------- | --------- |
| Sølv    | Taiki Morii | Alpint | Styrtløb for mænd, siddende | 10. marts |